# Prothoe ribbei
Prothoe ribbei är en fjärilsart som beskrevs av Grose-smith 1896. Prothoe ribbei ingår i släktet Prothoe och familjen praktfjärilar. Inga underarter finns listade i Catalogue of Life.